# 绿灯侠：首次飞行
《绿灯侠：首次飞行》（英語：Green Lantern: First Flight）是一部根据DC漫画著名漫画绿灯侠改编的录像带首映动画电影，剧情讲述了加入绿灯军团的首名人类哈尔·乔丹的首次执行任务，该影片的剧本是由DC漫画公司的老牌动画合作者阿兰·伯内特所写，并由布鲁斯·提姆制片、劳伦·蒙哥马利导演。该片由华纳首映公司和华纳兄弟动画公司发行，是DC宇宙動畫原創電影第五部，另两部最近发行的是《蝙蝠侠：高谭骑士》和《神奇女侠》。

## 影片剧情
在宇宙中众生物还没有意识之前，一群名叫宇宙的守护者的种族就开始利用宇宙中最强大的能源——“绿元素”（离子）来建造“绿光能量电池”（见左图）了，然而该电池有着致命的弱点：黄色；那是光谱中对抗绿色的颜色。
黄光能量最主要的来源——“黄元素”（百烈煞），已被宇宙的守护者隐藏起来，以防他人使用来对抗他们。
试飞员哈尔·乔丹于绿光戰警阿宾·苏殉职后应征加入绿光軍團，这名新手被安排在老牌军官聖納托手下为徒，参与调查杀死阿宾·苏的凶手；阿宾·苏在坎加·罗处做卧底不幸被发现而遇难，坎加·罗正是准备寻找“黄元素”的下落并利用它统治世界的超级罪犯，但聖納托却暗中勾结向坎加·罗提供黄元素的方位，以将黄元素改造成一个对抗绿光能量电池的武器。
乔丹很快明白聖納托的思想与守护者的思想不在一条战线上：辛尼斯特罗认为守护者将绿光軍團摆在“垃圾收集者”的位置——天天只是收拾罪犯制造的一团乱，而不是积极对待这些问题。
在一次捕捉坎加·罗的行动中，乔丹被坎加·罗的能源棒打得不省人事。
辛尼斯特罗进来杀死了坎加·罗，并嫁祸于乔丹。
作为惩罚，乔丹的绿光戒指被守护者没收了。
在乔丹等待返回地球的期间，聖納托用他的能量戒指使坎加·罗的尸首短暂地复活，并命令他读取他的能量棒中储存的科沃德的位置，在那有成型的黄元素制成的武器。
乔丹试着向他的同伴布迪卡和基洛沃格说明辛尼斯特罗并不是他想象中的那样好。
随后他们当场发现了聖納托的阴谋，但布迪卡却加入了聖納托的一边转而攻击乔丹和基洛沃格。
聖納托先逃跑了，面对强大的布迪卡，乔丹设计了一个圈套，让布迪卡误击坎加·罗的能量棒，从而产生爆炸将布迪卡炸死。
在科沃德，凶器者将黄光戒指和黄光能量电池交给了聖納托。
利用电池的能量，他损毁了歐亞星，黄光很轻易地击败了绿光戒指。
黄光电池（样子是个巨大的黄色环），甚至破坏了绿光电池，并杀死了无数的绿光戰警。
乔丹得到戒指的时候为时已晚，愤怒的他上前去敲惰性绿元素，没想到打破并吸收了它的所有能量。
他浑身充满了绿光能量，他用两颗行星夹起来将黄光电池砸碎。
不过，在用尽了大部分力气去摧毁黄光电池之后，乔丹只剩下很弱的能量去对抗聖納托，而此时聖納托的黄光戒指中还有不少能量。
经过一段激战，乔丹用他最后的能量将聖納托打到歐亞星的表面，基洛沃格将聖納托手指上的黄光戒指踩碎。
基洛沃格的绿光戒指又重新获得了能量，并救了自由坠落中的乔丹。
歐亞星被重建、绿光电池被恢复，乔丹应守护者邀请带领绿光军团宣誓绿光誓言。
乔丹说他要回到地球到他的老板卡罗尔·费里斯那里打卡，并说这将会是个“长途的通勤”。（剧终）

## 演员表
| 配音演员            | 配音人物         |
| ------------------- | ---------------- |
| 克里斯托弗·梅洛尼   | 哈尔·乔丹        |
| 維克多·賈博         | 聖納托           |
| 翠西亞·海爾弗       | 布蒂卡           |
| 迈克尔·麦德逊       | 基洛沃格         |
| 茱丽叶·兰道         | 拉贝拉           |
| 奥利维亚·德阿博     | 卡罗尔·费里斯    |
| 理查德·麦克格纳格尔 | 阿宾·苏          |
| 约翰·拉洛奎特       | 托马尔·雷        |
| 科特伍德·史密斯     | 坎加·罗          |
| 威廉·沙勒特         | 阿帕·阿里·阿普撒 |
| 拉里·德雷克         | 甘瑟特           |
| 罗布·保罗森         | 武装者           |
| 凯丝·索西           | 阿瑞希亚·阿布    |
| 玛拉基·索恩         | 塔纳戈           |
| 大卫·兰德           | 奇普             |
| 理查德·格林         | 库驰             |
| 吉姆·怀斯           | 中尉             |
| 布鲁斯·蒂姆         | 问题男孩         |

## 制片方面
据导演蒙哥马利称，乔丹的起源故事在之前的电影《正义联盟：超級最前線》中已经设定好了，他说：“……我们真的不想再花时间反复讲一大堆同样的故事。因此，在《绿灯侠：首次飞行》中，起源的故事已经在开幕前就已结束。”

## 电影原声碟
| 歌曲标题                       | 时长 |
| ------------------------------ | ---- |
| Main Title                     | 2:06 |
| The Ring Chooses Hal           | 4:42 |
| Hal Meets / The Flight         | 3:46 |
| Labella's Club                 | 3:28 |
| Going After Cuch               | 3:04 |
| The Way I Heard It             | 2:19 |
| Bugs In The Baggage            | 4:14 |
| Teleport Pursuit               | 2:28 |
| Brutal Attack / Fate Of Kanjar | 3:50 |
| Relinquishing The Ring         | 1:16 |
| Back From / Boodikka Turns     | 5:49 |
| Weaponers / Sinestro           | 4:28 |
| The New Power Arrives          | 2:35 |
| The Corps Fight Sinestro       | 2:48 |
| The Corps Fall                 | 1:34 |
| Revival Of The Green Lantern   | 2:25 |
| Asteroid Battle                | 2:47 |
| Ring Against Ring              | 3:00 |
| The Green Lantern Pledge       | 1:03 |
| End Credit                     | 3:00 |

## 各方评价
像之前的其他DC宇宙原创动画电影一样，《绿灯侠：首次飞行》在发行之后，普遍收到的是正面的评价，目前在互联网电影数据库中的评分为7.3/10分。即将上映网亦给予了积极的评价，给了7.5/10的评分，理由是令人印象深刻的动作场面和出色的配音，“《绿灯侠：首次飞行》是一个有趣的动作冒险故事，会让漫画迷感到高兴”。IGN也对该片有类似的好评，但亦批评了该片对哈尔·乔丹的漫画背景的错误掩饰，人物发展方面亦有此类问题，“制片人似乎对主人翁从一个普普通通的人成为一个星际英雄的过程不太感兴趣，并且急于立即让他进入太空并与外星人作战。”总地来说，他们给了这部电影7/10分。
漫画书资源网给予该片积极的评价，理由是“《绿灯侠：首次飞行》对素材作了受欢迎的人物刻画。它展现地恰到好处。这说明了人物展现了他最好的一面，最重要的是，会让你希望‘绿灯侠’是一部动画连续剧”。AMC的电影评论网亦对该影片作了评论，给动画片4/5星。另一方面，《绿灯侠：首次飞行》在烂番茄网获得了极低的评价，目前仅有50%的支持率。

## DVD
《绿灯侠：首次飞行》于2009年7月28日发行了单、双盘版DVD以及高清晰度蓝光版。正片为双盘版DVD制作了：两段花絮、评论、《超人/蝙蝠侠：全民公敌》的提前泄露、DC宇宙影片的预告片、电子版下载以及由布鲁斯·提姆挑选的两集《正义联盟》。蓝光版包括了双盘版的所有内容，又额外附送了三集《正义联盟》以及一集题为《绿灯侠》的太空英雄鸭（达菲鸭）。